# Nirsevimab
Le nirsevimab est un anticorps monoclonal recombinant humain ayant une activité contre le virus respiratoire syncytial (VRS) pour les nourrissons. Développé par AstraZeneca et Sanofi, il a reçu l'autorisation de l'Agence européenne des médicaments le 16 septembre 2022. Le nirsevimab est conçu pour se lier à la protéine de fusion à la surface du virus.

## Indication
Le nirsevimab n'est pas un vaccin à proprement parler puisqu'il s'agit d'un anticorps, mais est administré de manière similaire à un vaccin (par injection intramusculaire). Il cible le virus respiratoire syncytial (VRS) dans la population infantile générale. Il vise à remplacer le palivizumab, un traitement existant, car ce traitement ne nécessite qu'une seule dose pour la première saison épidémique chez un nourrisson,.

## Mécanisme d'action
Le nirsevimab est un anticorps monoclonal IgG1 kappa humain recombinant qui se lie aux sous-unités F1 et F2 de la protéine de fusion (F) du VRS à un épitope hautement conservé et verrouille la protéine F du RSV dans la conformation de préfusion pour empêcher l'entrée du virus dans la cellule hôte. Il a une région Fc modifiée, prolongeant la demi-vie du médicament afin qu'il dure toute la saison du VRS.

### Efficacité clinique
L'essai clinique de phase III MELODY, une étude randomisée en double aveugle, contrôlée par placebo, a pour objet d'évaluer l'efficacité et l'innocuité du nirsevimab chez les nourrissons légèrement prématurés ou nés à terme. Les résultats montrent que le nirsevimab réduit les infections des voies respiratoires inférieures de 74,5% par rapport au placebo chez les nourrissons nés entre 29 et 35 semaines d'âge gestationel. En effet, en termes de réduction du risque absolu sur le critère "nombre de crises entre le groupe traité et le groupe placebo", le calcul du nombre de malades à traiter (NNT) est de 27[réf. nécessaire].
Le besoin d'hospitalisation est 4 fois plus faible et, parmi les hospitalisés, le besoin d'une supplémentation en l'oxygène est deux fois moindre. Seuls des patients du groupe placébo ont dû être traités en soins intensifs. Il n'y a eu aucun effet sur la mortalité.

### Effets indésirables
Aucune réaction d'hypersensibilité majeure n'a été signalée et des évènements indésirables de grade 3 ou plus n'ont été signalés que chez 8 % (77 sur 968) des participants à l'essai clinique NCT02878330 contre 12.5 % pour le placebo,.

## Statut légal
Le médicament est approuvé aux États-Unis et en Europe depuis 2023.
Le traitement est disponible en Europe pour la saison 2023-2024.